# Bourget-en-Huile
Bourget-en-Huile település Franciaországban, Savoie megyében. Lakosainak száma 143 fő (2022. január 1.). Bourget-en-Huile Champ-Laurent, Le Pontet, Saint-Alban-d'Hurtières és La Table községekkel határos.

## Népesség
A település népességének változása:
| Lakosok száma | 147  | 149  | 154  | 147  | 147  | 147  | 147  | 145  | 143  |
|               | 2013 | 2015 | 2016 | 2017 | 2018 | 2019 | 2020 | 2021 | 2022 |